# Driften (Film)
Driften ist ein Spielfilm des britisch-schweizerischen Regisseurs Karim Patwa. Driften erzählt die Geschichte vom 22-jährigen Robert, der ein Mädchen tot gefahren hat. Nach seinem mehrjährigen Gefängnisaufenthalt trifft er auf die Englisch-Lehrerin Alice, die Mutter des Mädchens. Da sie ihn nicht wiedererkennt, nimmt er unter falschem Namen bei ihr Unterricht. Der Film wurde 2015 am Filmfestival Max Ophüls Preis mit drei Preisen und beim Schweizer Filmpreis prämiert.

## Produktion
Der Film wurde im Oktober 2013 in der Agglomeration Zürichs gedreht. Er wurde am Filmfestival Max Ophüls Preis 2015 uraufgeführt und kam im März 2015 in die Schweizer Kinos.
Finanziert wurde die Langfilm-Produktion unter anderem vom Bundesamt für Kultur und der Zürcher Filmstiftung.

## Handlung
Der 22-jährige Robert Felder kehrt nach einem Gefängnisaufenthalt in sein Elternhaus zurück. Obwohl er sich bemüht, fällt ihm die Wiedereingliederung in den Alltag schwer. Seine vergangene Schuld bereitet ihm schlaflose Nächte.
Im Zuge eines Resozialisierungsprogramms beginnt er in einer Autogarage die Anlehre als Fahrzeugaufbereiter. Unter strenger Aufsicht des Lehrmeisters Balmer will der gestresste Robert unbedingt die Probezeit bestehen. Ein Lichtblick zwischen Reinigungsmittel und Politur scheint die Freundschaft zu seinem Arbeitskollegen Sandro. Beide verbindet sofort die Faszination an schnellen Autos.
Die erste Kontaktaufnahme zu seiner ehemaligen Freundin Tatjana endet mit unterkühlter Distanz. Liebt sie ihn noch nach seiner Gefängniszeit? Kann sie Roberts Versprechen mit der Raserei aufzuhören trauen? Obwohl Robert ernsthafte Vorsätze hat, zieht es ihn immer wieder zu seiner alten Gang, mit denen er Autos getunt und illegale Rennen gefahren hat. Doch Murat und seine Kumpels wollen mit ihm nichts mehr zu tun haben.
Während einer Busfahrt beobachtet Robert eine 33-jährige Frau. Er folgt ihr. Die Englischlehrerin Alice Keller wird für Robert zur Obsession. Unfähig sie anzusprechen, ist es schließlich der naive Sandro, der beide auf einer Party verkuppelt. Betrunken schlafen sie in dieser Nacht fast miteinander. Aber nur fast und Robert ist erleichtert, denn er sucht ihre Nähe aus einem anderen Grund: Alice ist die Mutter des Mädchens, das Robert während eines Rennens überfahren hat! Weil Robert sich unter anderem Namen vorstellt, hat ihn Alice nicht erkannt.
Um den Kontakt aufrechtzuerhalten, nimmt Robert schliesslich Englischunterricht bei ihr. Durch ihre lockere Art verfliegen während der Unterrichtsstunden Roberts Anspannungen. Es kommt sogar zu freundschaftlichen Treffen außerhalb des Unterrichts: Alice bringt Robert Body-Flying bei. Nur ihr spielerischer Umgang mit Erotik verunsichert den jungen Mann immer wieder. Seine Anwesenheit hilft allerdings auch Alice sich von ihrer Schutzmauer zu befreien und über ihre tote Tochter zu reden.
Während einer Englischstunde kippt das lustige Rollenspiel und Robert schlüpft in die Rolle des Opfers und fordert Alice auf, sich in die Rolle des Täters zu versetzen. Auf Englisch fragt er sie, weshalb sie sich nicht bei ihm gemeldet habe, weshalb sie keine Reue zeigte. Alice mimt den lässigen Raser dem der Tod des Mädchens scheinbar egal war, doch das Rollenspiel ist ihr zu heftig, sie bricht zusammen. Bei Robert sucht sie Trost, die angespannte Situation entlädt sich schließlich in kurzen heftigen Sex. Kurz darauf entdeckt Alice, während Robert auf dem Klo ist, dessen wahre Identität. Sie bricht innerlich zusammen, lässt sich aber vor Robert nichts anmerken.
Unterdessen spitzt sich die Situation auf allen Ebenen für Robert zu: Seine Freundin Tatjana öffnet sich ihm wieder. Doch obwohl er ihr versprochen hat, nie wieder zu rasen, jagt er mit Sandro unter Drogen durch die Nacht. Und Sandro versucht ihn zu überreden, sich zwei Sportwagen übers Wochenende aus ihrer Autogarage zu „leihen“, und setzt damit Roberts Lehre aufs Spiel.
In der Zwischenzeit findet Alice Roberts Wagen, mit dem er ihre Tochter überfahren hat, bei einem Autohändler – und kauft den Wagen kurzerhand. Bei der nächsten Englischstunde erlebt Robert einen Schock: Alice erwartet ihn am Steuer seines Wagens und will Fahrunterricht. Sie fahren aus der Stadt, aber die Geister der Vergangenheit sitzen mit im Wagen…

## Kritik
Nach dem Erfolg am Filmfestival Max Ophüls Preis wurde Driften von der Presse gut aufgenommen:

„Endlich wieder ein richtig guter Film“

„Wie die Hauptfiguren ineinander verknotet sind, bis sie nicht mehr voneinander loskommen, ist ein Wagnis, das sich auszahlt“

„Driften ist ein überzeugender Beweis dafür, dass es auch anders geht“

„Karim Patwa versteht es meisterlich, auf der Klaviatur der Dramatik zu spielen: Der Film geht tief, vergisst aber nie den Humor – und überrascht mit charmanten Einfällen“

## Festivals
- 36. Filmfestival Max Ophüls Preis
- 50. Solothurner Filmtage[9]
- 25. Cinequest, San Jose, CA
- 25. Filmkunstfest Mecklenburg-Vorpommern, Schwerin
- 45. Molodist Kiev International Filmfestival[10]

## Auszeichnungen
Driften gewann am Filmfestival Max Ophüls Preis in Saarbrücken 2015, den Filmpreis des Saarländischen Ministerpräsidentin, den Fritz Raff Drehbuchpreis sowie den Preis der Ökumenischen Jury. Beim Schweizer Filmpreis 2015 gewann Sabine Timoteo den Preis für Beste Darstellerin.
Den NDR-Regiepreis 2015 gewann Driften am Filmkunstfest Mecklenburg-Vorpommern.